# Lubella
Lubella (szlovákul Ľubeľa) község Szlovákiában, a Zsolnai kerületben, a Liptószentmiklósi járásban. 1924-ben jött létre Királylubella és Nemeslubella egyesítésével.

## Fekvése
Liptószentmiklóstól 12 km-re délnyugatra fekszik.

## Története
Nevének eredete a közeli víznévben keresendő. Ezt Györffy György bolgár jellegű késő avar tartományúri méltóságnévből származtatta. Ettől eltérő magyarázattal Kiss Lajos szolgált.
1278-ban IV. László adománylevelében említik először, amikor a király a Lubella és a vlachok közötti területet Galicus Jánosnak adja. 1278-ban „Libela”, 1286-ban „Lybule”, 1339-ben „Lubella”, 1364-ben „Lubelaw”, 1370-ben „Lybele”, alakban szerepel a korabeli forrásokban. Korábban királyi birtok volt, a liptói vár uradalmához tartozott. 1474-től a királyi birtok a likavai váruradalom része volt. A királyi tulajdonú részt ekkor kezdték Királylubellának nevezni.

### Királylubella
A 16. század elején Királylubella 6 jobbágytelekkkel rendelkezett, ezen kívül további eggyel a bíró, kettővel pedig a szabadok. A középkorban a falu környékén főként aranyat bányásztak. Később az Okolicsányi, Pongrácz, Szmrecsányi és Reviczky családok birtokában állt. A 18. századtól indult meg az antimon bányászata. 1784-ben 59 házában 471 lakos élt.
A 18. század végén Vályi András így ír róla: „LUBELLE. vagy Lübelle, Királyi, és Nemes Lubelle. Két tót falu Liptó Várm. földes Urai Detrich, és több Uraságok, lakosaik katolikusok, fekszenek Kelecsényhez nem meszsze, mellynek filiáji, határbéli földgyeiknek egy része jó, fájok szűkebben van, legelőjök elég, keresetre módgyok jó, piatzozások Német Lipcsén.”
1828-ban 75 háza volt 601 lakossal.
Fényes Elek 1851-ben kiadott geográfiai szótárában így ír a faluról: „Lubelle (Király), tót falu, Liptó vmegyében: 563 kath., 25 evang., 13 zsidó lak. Piskolczbányák. F. u. Bajcsy, Köröskényi, Kubinyi, Radvánszky, Thuránszky. Ut. p. Berthelenfalva.”
A trianoni diktátumig Liptó vármegye Németlipcsei járásához tartozott.
Király- és Nemeslubellát 1924-ben egyesítették.

### Nemeslubella
A 16. századtól a település másik, nemesek lakta részét Nemeslubellának nevezték. 1535-ben „Lwbelye nobilium”, 1576-ban „Nymes Lwbele” néven tűnik fel. Főbb birtokosai a Bajcsy, Köröskényi, Kubinyi, Rakovszky és Turánszky családok voltak. A 16. század végén és a 17. század elején a lakosság számában csökkenés ment végbe. 1784-ben 47 házában 369 lakos élt.
1828-ban 51 háza volt 444 lakossal. 1831-ben a teljes Liptó vármegyét kolerajárvány sújtotta, melynek a községben 81 lakos esett áldozatul. Katolikus iskolája a 19. század közepétől működik. A trianoni diktátumig Liptó vármegye Németlipcsei járásához tartozott.
Nemeslubellát 1924-ben egyesítették Királylubellával.

## Népessége
| Év:            | 1994. | 2004.   | 2014.   | 2024.   |
| -------------- | ----- | ------- | ------- | ------- |
| Emberek száma: | 1162  | 1088    | 1119    | 1192    |
| Eltérés:       |       | -6,36 % | +2,84 % | +6,52 % |

| Év:            | 2023. | 2024. |
| -------------- | ----- | ----- |
| Emberek száma: | 1192  | 1192  |
| Eltérés:       |       | +0 %  |

1910-ben Királylubellának 652, Nemeslubellának 322, túlnyomórészt szlovák anyanyelvű lakosa volt.
2001-ben 1123 lakosából 1111 szlovák volt.
2011-ben 1125 lakosából 1106 szlovák volt.
2021-ben 1216 lakosából 1186 (+2) szlovák, 3 magyar, 1 cigány, 10 egyéb és 16 ismeretlen nemzetiségű volt.

## Híres emberek
- Itt született Kereskényi András (1620-1708) Liptó vármegye alispánja, országgyűlési követ
- Itt született Kereskényi László (1680-1738) kuruc ezredes, a Rákóczi-szabadságharc hadvezére

## Nevezetességei
Kereskényi kúria
A faluban állt – az 1955-ös lebontásáig – a Kereskényi család középkori eredetű udvarháza. Klasszikus példája a felvidéki vagyonosabb nemesség lakházainak. Az alapjait a Lubelszky család építtette a 15. század végén. A 16. században a Bochkay család szerezte meg és átalakították emeletes kőépületté, ami a korban ritkaság volt, mert a nemesi kúriák nagy többsége borona gerendából épült. A 17. század legelején lett a Kereskényi (Köröskényi) család birtoka, amikor Kereskényi György csejtei várkapitány feleségül vette Bochkay Katalint. Ekkortájt nyerte el végleges formáját. Az udvarházat magas kőkerítéssel vették körbe és a kaput kisebb toronnyal erősítették meg. A falat kívülről árokkal vették körbe és elárasztották a helyi patakkal. Így kisebb várkastély jellege lett. Az udvarház megerősítése miatt több környékbeli nemes tiltakozott Liptó vármegye közgyűlése előtt, mivel tartottak a hatalmaskodásoktól, ami a korban gyakori volt és erődítést csak külön uralkodói engedéllyel lehetett végezni. De a vármegye végül nem rendelte el a kőfal és a kaputorony lebontását, de eltiltották a Kereskényieket attól, hogy állandó fegyveres őrséget tartsanak. Az épület jelentőségét mutatja, hogy Kereskényi András alispánsága alatt többször tartottak itt megyegyűlést. Kereskényi László 1710-es vagyonleltára szerint a falon belül külön épületben serfőző ház működött és itt kaptak helyet a gazdasági épületek, a hintószín és a cselédség lakóépületei.